# Stenelo (Eneide)
Stenelo è nell'Eneide il nome di un troiano fuggito con Enea in Italia dopo la caduta di Troia.
Appare nel dodicesimo libro del poema, dove muore per mano di Turno nel conflitto fra troiani e italici.